# Asasa
Asasa ou Asassa est une ville du centre-sud de l'Éthiopie, située dans la zone Mirab Arsi de la région Oromia. Elle est le centre administratif du woreda Gedeb Asasa.
Située sur la route Dodola-Meraro, à une vingtaine de kilomètres de Dodola où passe la route Shashamané-Robe, Asasa est à près de 2 400 m d'altitude.
D'après le recensement national réalisé en 2007 par l'Agence centrale de la statistique d'Éthiopie, elle compte 20 667 habitants.